# 2016年夏季奧林匹克運動會擊劍比賽
2016年夏季奧林匹克運動會擊劍比賽於2016年8月6日至14日於卡里奧卡體育館3號館舉行。
與2008年和2012年相同，國際擊劍總會保持十個項目與輪換制度，男子團體軍刀和女子團體鈍劍在本屆奧運沒有舉辦。

## 參賽國家和地區
- 阿尔及利亚（2）
- 阿根廷（1）
- 奥地利（1）
- 阿塞拜疆（1）
- 白俄罗斯（1）
- 比利时（1）
- （1）
- 巴西（13）
- 保加利亚（1）
- 加拿大（5）
- 中国（11）
- 哥伦比亚（2）
- 古巴（1）
- 捷克（2）
- 埃及（7）
- 爱沙尼亚（4）
- 法国（15）
- （1）
- 德国（4）
- 英国（3）
- 希腊（2）
- 中国香港（3）
- 匈牙利（9）
- 伊朗（2）
- 以色列（1）
- 意大利（14）
- 科特迪瓦（1）
- 日本（6）
- （1）
- 科威特（1）
- 黎巴嫩（1）
- 墨西哥（7）
- 摩洛哥（1）
- 荷兰（1）
- 巴拿马（1）
- 波兰（4）
- 罗马尼亚（5）
- 俄罗斯（16）
- 沙特阿拉伯（1）
- 塞内加尔（1）
- 韩国（14）
- 瑞士（4）
- 突尼斯（5）
- 土耳其（1）
- 乌克兰（10）
- 美国（14）
- 委内瑞拉（6）
- 越南（4）

## 赛程表
| 日期 → | 6日（六）    | 7日（日）    | 8日（一）    | 9日（二）    | 10日（三）   | 11日（四）   | 12日（五）   | 13日（六）   | 14日（日）   |
| ------ | ------------ | ------------ | ------------ | ------------ | ------------ | ------------ | ------------ | ------------ | ------------ |
| 男子   |              | 男子個人花劍 |              | 男子個人重劍 | 男子個人佩劍 |              | 男子团体花剑 |              | 男子團體重劍 |
| 女子   | 女子個人重劍 |              | 女子个人佩剑 |              | 女子个人花剑 | 女子團體重劍 |              | 女子团体佩剑 |              |

## 獎牌榜
| 排名 | 国家／地区 | 金牌 | 银牌 | 铜牌 | 總數 |
| ---- | ---------- | ---- | ---- | ---- | ---- |
| 1    | 俄罗斯     | 4    | 1    | 2    | 7    |
| 2    | 匈牙利     | 2    | 1    | 1    | 4    |
| 3    | 意大利     | 1    | 3    | 0    | 4    |
| 4    | 法国       | 1    | 1    | 1    | 3    |
| 5    | 韩国       | 1    | 0    | 1    | 2    |
| 6    | 罗马尼亚   | 1    | 0    | 0    | 1    |
| 7    | 美国       | 0    | 2    | 2    | 4    |
| 8    | 中国       | 0    | 1    | 1    | 2    |
| 8    | 乌克兰     | 0    | 1    | 1    | 2    |
| 10   | 突尼斯     | 0    | 0    | 1    | 1    |
| 总计 | 总计       | 10   | 10   | 10   | 30   |

## 獎牌得主

### 男子
| 項目              | 金牌                                                                           | 银牌                                                                          | 铜牌                                                                                 |
| 個人銳劍 （詳細） | 朴相泳 · 韩国（KOR）                                                           | 伊姆赖·盖佐 · 匈牙利（HUN）                                                   | 戈捷·格吕米耶 · 法国（FRA）                                                          |
| 團體銳劍 （詳細） | 法国（FRA） · 戈捷·格吕米耶 · 扬尼克·博雷尔 · 达尼埃尔·热朗 · 让-米歇尔·吕塞奈 | 意大利（ITA） · 恩里科·加罗佐 · 马尔科·菲凯拉 · 保罗·皮佐 · 安德烈亚·桑塔雷利 | 匈牙利（HUN） · 博茨科·加博尔 · 伊姆赖·盖佐 · 雷德利·翁德拉什 · 绍姆福伊·彼得        |
| 個人鈍劍 （詳細） | 达尼埃莱·加罗佐 · 意大利（ITA）                                                | 亚历山大·马西亚拉斯 · 美国（USA）                                             | 季穆尔·萨芬 · 俄罗斯（RUS）                                                          |
| 團體鈍劍 （詳細） | 俄罗斯（RUS） · 季穆尔·萨芬 · 阿尔图尔·阿赫马特胡津 · 阿列克谢·切列米西诺夫    | 法国（FRA） · 热雷米·卡多 · 恩佐·勒福尔 · 埃尔万·勒佩舒 · 让-保罗·托尼·埃利赛 | 美国（USA） · 迈尔斯·钱利-沃森 · 雷斯·英博登 · 亚历山大·马西亚拉斯 · 格雷克·迈因哈特 |
| 個人軍刀 （詳細） | 西拉吉·阿伦 · 匈牙利（HUN）                                                    | 达里尔·霍默 · 美国（USA）                                                     | 金政焕 · 韩国（KOR）                                                                 |

### 女子
| 項目              | 金牌                                                                                    | 银牌                                                                                  | 铜牌                                                                                            |
| 個人銳劍 （詳細） | 萨斯·埃迈谢 · 匈牙利（HUN）                                                             | 萝塞拉·菲亚明戈 · 意大利（ITA）                                                       | 孙一文 · 中国（CHN）                                                                            |
| 團體銳劍 （詳細） | 罗马尼亚（ROM） · 洛雷达娜·迪努 · 西蒙娜·盖尔曼 · 西蒙娜·波普 · 安娜·玛丽亚·波佩斯库    | 中国（CHN） · 郝佳露 · 孙一文 · 孙玉洁 · 许安琪                                       | 俄罗斯（RUS） · 奥莉加·科奇涅娃 · 维奥莱塔·科洛博娃 · 塔季扬娜·洛古诺娃 · 柳博芙·舒托娃         |
| 個人鈍劍 （詳細） | 因娜·德里格拉佐娃 · 俄罗斯（RUS）                                                       | 埃莉萨·迪弗朗西丝卡 · 意大利（ITA）                                                   | 伊内斯·布贝克里 · 突尼斯（TUN）                                                                 |
| 個人軍刀 （詳細） | 亚娜·叶戈良 · 俄罗斯（RUS）                                                             | 索菲娅·韦莉卡娅 · 俄罗斯（RUS）                                                       | 奥莉加·哈尔兰 · 乌克兰（UKR）                                                                   |
| 團體軍刀 （詳細） | 俄罗斯（RUS） · 索菲娅·韦莉卡娅 · 亚娜·叶戈良 · 叶卡捷琳娜·季亚琴科 · 尤利娅·加夫里洛娃 | 乌克兰（UKR） · 奥莉加·哈尔兰 · 奥廖娜·克拉瓦茨卡 · 阿林娜·科马休克 · 奥列娜·沃罗宁娜 | 美国（USA） · 莫妮卡·阿克萨米特 · 伊卜提哈杰·穆罕默德 · 达格玛拉·沃伊尼亚克 · 玛丽埃尔·扎格尼斯 |

## 外部連結
- 國際擊劍總會（页面存档备份，存于）